# Sufragio femenino en Nueva Zelanda
El sufragio femenino en Nueva Zelanda fue una cuestión política importante a finales del siglo XIX. Al igual que en otras sociedades europeas, en la Nueva Zelanda época colonial temprana las mujeres estaban excluidas de toda participación en la política. La opinión pública empezó a cambiar en la segunda mitad del siglo XIX y, tras años de esfuerzos por parte de los defensores del sufragio femenino, liderados por Kate Sheppard, Nueva Zelanda se convirtió en la primera nación del mundo en la que todas las mujeres tenían derecho a votar en las elecciones parlamentarias El 19 de septiembre de 1893, el Gobernador Lord Glasgow aprobó el proyecto de ley electoral que concedía el derecho de voto a las mujeres. Las mujeres votaron por primera vez en las elecciones celebradas el 28 de noviembre de 1893, las elecciones para los electorados maoríes se celebraron el 20 de diciembre. Fue también en 1893, cuando Elizabeth Yates se convirtió en alcaldesa de Onehunga, la primera vez que un cargo de este tipo era ocupado por una mujer en cualquier lugar del Imperio Británico. En el siglo XXI había más votantes femeninas que masculinos, y las mujeres también votaban en mayor proporción que los hombres. Sin embargo, un mayor porcentaje de mujeres que de hombres no votantes percibían una barrera que les impedía votar.

## La Lucha por el sufragio femenino

### Primeras Campañas
En la sociedad polinesia y en la aristocracia europea, las mujeres podían alcanzar un importante rango político formal a través de la ascendencia. Sin embargo, la sociedad polinesia y, por extensión, la maorí, diferían en permitir que las mujeres carismáticas tuvieran una influencia directa significativa,  lo que se veía limitado por la imposibilidad de que las mujeres hablaran en algunas reuniones en los marae,casas comunitarias. Por ello, algunos historiadores consideran que el colonialismo supuso un retroceso temporal para los derechos de la mujer en Nueva Zelanda[
El movimiento sufragista neozelandés comenzó a finales del siglo XIX, inspirado en grupos similares del Imperio Británico y de Estados Unidos. Se buscaba en gran medida el derecho al voto como forma de mejorar la moral social y, por extensión, de mejorar la seguridad y la calidad de vida de las mujeres. Por ello, las campañas por el sufragio se entrelazaron con el movimiento por la prohibición del alcohol, la ley seca. Este fue el foco de cierta resistencia, ya que el movimiento fue a menudo retratado como puritano y draconiano en la prensa local. Esto también llevó a los políticos que apoyaban la industria del alcohol a oponerse al sufragio femenino, como el diputado por el sur de Dunedin Henry Fish.
En 1869, bajo un seudónimo, Mary Müller escribió An appeal to the men of New Zealand, Un llamamiento a los hombres de Nueva Zelanda, el primer folleto sobre el tema del sufragio femenino que se publicó en Nueva Zelanda. En la década de 1870, Mary Ann Colclough, conocida como Polly Plum, fue una activa defensora de los derechos de la mujer en general y del sufragio femenino.
John Larkins Cheese Richardson fue un entusiasta defensor de la igualdad de la mujer, fue el responsable de permitir que las mujeres se matricularan en la Universidad de Otago en 1871, y ayudó a eliminar otras barreras para su ingreso. Algunos políticos, incluidos John Hall, Robert Stout, Julius Vogel, William Fox y John Ballance,también apoyaron el sufragio femenino. En 1878,1879 y 1887 los proyectos de ley que extendían el voto a las mujeres fueron derrotados por un estrecho margen en el Parlamento.

### Concesión del voto femenino
El sufragio femenino se concedió tras unas dos décadas de campaña en toda Nueva Zelanda por parte de las mujeres. La rama neozelandesa de la Unión de Mujeres Cristianas por la Templanza, Women's Christian Temperance Union (WCTU), liderada por Anne Ward (1886-1887), Emma Packe (1887-1889), Catherine Fulton (1889-1892) y Annie Jane Schnackenberg (1892-1900), fue especialmente decisiva en la campaña. Influido por la estadounidense Frances Willard, de la Woman's Christian Temperance Union,y por la filosofía de pensadores como Harriet Taylor Mill y John Stuart Mill, el movimiento sostenía que las mujeres podían aportar moralidad a la política democrática.

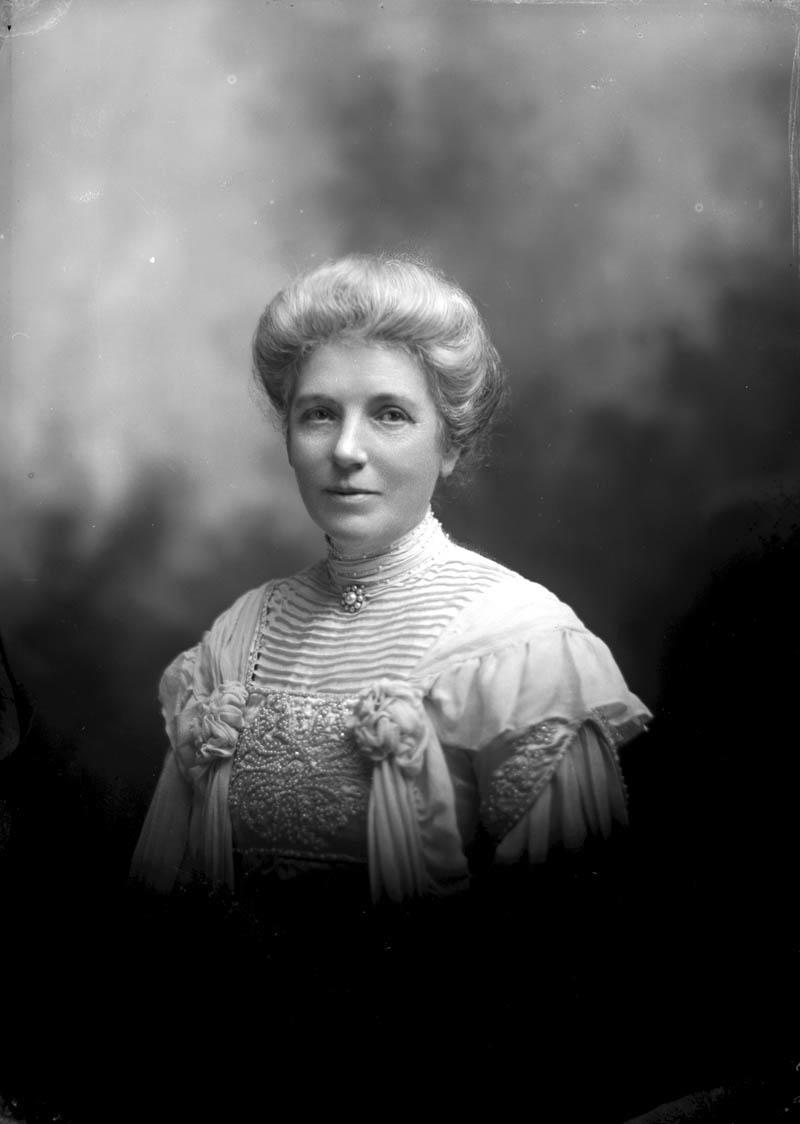
Kate Sheppard fue la miembro más destacada del movimiento sufragista femenino de Nueva Zelanda.

En 1896, Kate Sheppard, una activista de la WCTU de Nueva Zelanda, se convirtió en la presidenta fundadora del Consejo Nacional de Mujeres de Nueva Zelanda, que abogaba por la acción política en favor de los derechos de la mujer. Los opositores argumentaban que la política estaba fuera de la "esfera natural" de las mujeres, el hogar y la familia. Los defensores del sufragio replicaron que permitir que las mujeres votaran fomentaría políticas que protegieran y alimentaran a las familias. Las sufragistas de la CMCT, las Ligas de Franquicia Política y los sindicatos organizaron una serie de peticiones al Parlamento: en 1891 se entregaron más de 9.000 firmas, seguidas de una petición de casi 20.000 firmas en 1892 y, finalmente, en 1893 se presentaron casi 32.000 firmas, es decir, casi una cuarta parte de la población femenina europea adulta de Nueva Zelanda. A partir de 1887, se realizaron varios intentos de aprobar proyectos de ley que permitieran el sufragio femenino, el primero de los cuales fue redactado por Julius Vogel, octavo primer ministro de Nueva Zelanda. Cada proyecto de ley estuvo a punto de ser aprobado. Varios proyectos de ley electoral que habrían otorgado a las mujeres adultas el derecho de voto fueron aprobados en la Cámara de Representantes, pero fueron derrotados en el Consejo Legislativo Superior
En 1891, Walter Carncross presentó una enmienda que pretendía hacer fracasar un nuevo proyecto de ley en el Consejo Legislativo. Su enmienda consistía en que las mujeres fueran elegibles para ser votadas en la Cámara de Representantes y, de esta manera, Carncross se aseguró de que la conservadora Cámara Alta rechazara el proyecto de ley. Esta táctica enfureció a la sufragista Catherine Fulton, que organizó una protesta en las elecciones de 1893. Un proyecto de ley electoral de 1892, presentado por John Ballance, preveía la concesión del derecho de voto a todas las mujeres, pero la controversia sobre una enmienda del voto por correo poco práctica hizo que se abandonara En 1893, el sufragio femenino contaba con un considerable apoyo popular. La Petición de Sufragio Femenino de 1893  fue presentada al Parlamento y un nuevo Proyecto de Ley Electoral fue aprobado por la Cámara Baja  con una amplia mayoría. Durante el debate, hubo un apoyo mayoritario a la concesión del derecho de voto a las mujeres maoríes y a las pākehā; la inclusión de las mujeres maoríes fue defendida por John Shera, que estaba casado con una mujer de ascendencia maorí y europea.
Los grupos de presión de la industria de las bebidas alcohólicas, preocupados de que las mujeres obligaran a prohibir el alcohol, solicitaron a la Cámara Alta que rechazara el proyecto de ley. Las sufragistas respondieron con mítines masivos y telegramas a los miembros del parlamento. Les dieron a sus seguidores en el Parlamento camelias blancas para usar en sus ojales. La Cámara Alta estaba dividida sobre el tema y el primer ministro Richard Seddon esperaba detener el proyecto de ley. Seddon necesitaba un voto más para derrotar la medida en la Cámara Alta. Un nuevo concejal del Partido Liberal, Thomas Kelly, había decidido votar a favor de la medida, pero Seddon obtuvo su consentimiento mediante un cable para cambiar su voto. La manipulación de Seddon indignó a otros dos concejales, William Reynolds y Edward Cephas John Stevens, por lo que cambiaron de bando y votaron a favor del proyecto de ley, lo que permitió que se aprobara por 20 votos contra 18 el 8 de septiembre de 1893. Los dos concejales de la oposición se habían opuesto al sufragio femenino sin la salvaguarda de los "derechos electorales" del voto por correo, que se consideraba necesario para que todas las mujeres de las zonas rurales aisladas pudieran votar, aunque los liberales consideraban que el voto quedaba abierto a la manipulación por parte de los maridos o los empleadores. Dieciocho consejeros legislativos solicitaron al nuevo gobernador, Lord Glasgow, que no diera su consentimiento para la promulgación de la ley, pero el 19 de septiembre de 1893 el gobernador consintió y la Ley Electoral de 1893 otorgó a todas las mujeres de Nueva Zelanda el derecho al voto. Posteriormente, tanto el gobierno liberal como la oposición se atribuyeron el mérito de la emancipación de las mujeres y buscaron el voto femenino recién adquirido por este motivo.

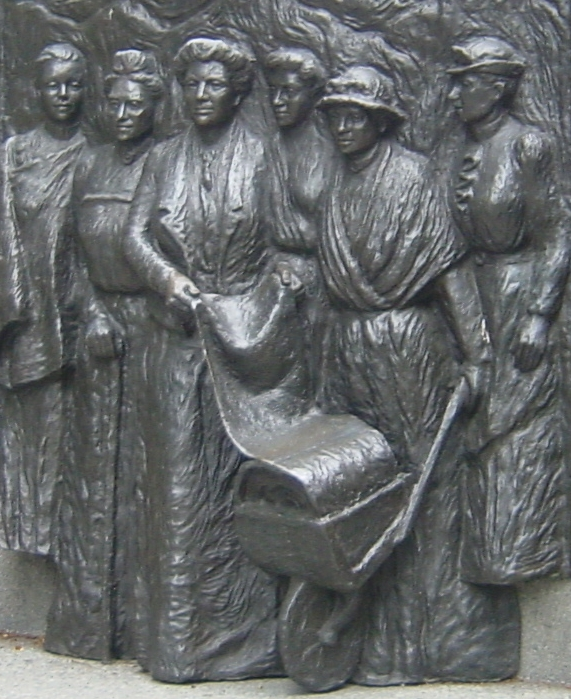
Bajorrelieve de sufragistas en el Kate Sheppard National Memorial, Christchurch. Las figuras que se muestran de izquierda a derecha son Meri Te Tai Mangakāhia, Amey Daldy, Kate Sheppard, Ada Wells, Harriet Morison y Helen Nicol.

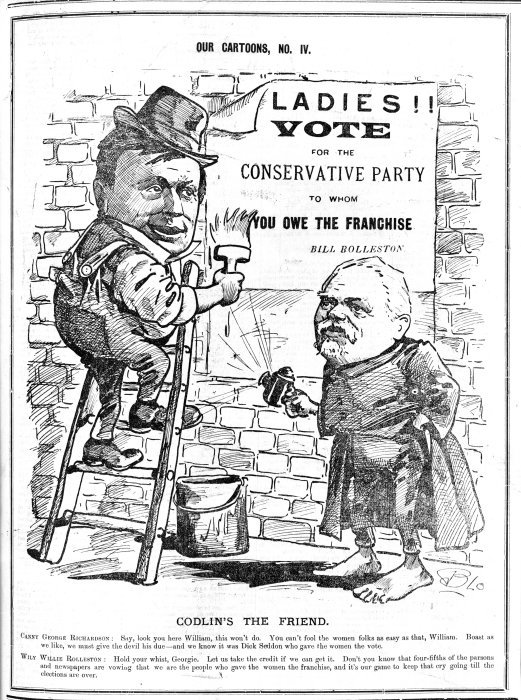
Una caricatura de 1893 que representa a William Rolleston instando a las mujeres a votar por el Partido Conservador a quien "le deben el derecho al voto".

## Nuevos avances en los derechos de las mujeres
En 1893, Elizabeth Yates se convirtió en la primera mujer en el Imperio Británico en convertirse en alcaldesa, aunque ocupó el cargo en Onehunga, una ciudad que ahora forma parte de Auckland, durante solo un año. En 1926, Margaret Magill, una maestra y administradora escolar abiertamente lesbiana  fue elegida para formar parte de la Junta Ejecutiva del Instituto Educativo de Nueva Zelanda (NZEI). Se convirtió en presidenta de la organización en 1933, y su elección para ese cargo marcó la primera vez que una mujer lo ocupaba. Hasta 1919 las mujeres no fueron elegibles para ser elegidas a la Cámara de Representantes, cuando se presentaron tres mujeres: Rosetta Baume (en Parnell por el Partido Liberal ), Ellen Melville (en Grey Lynn por el Partido Reformista ) y la Aileen Garmson (Cooke) (en Thames, como liberal independiente). Ninguna de ellas fueron elegidas. 
En 1933 Elizabeth McCombs fue la primera mujer en ganar una elección, al Lyttelton ocupaba su difunto esposo, a través de la sucesión de la viuda. Le siguieron Catherine Stewart (1938), Mary Dreaver (1941), Mary Grigg (1942), Mabel Howard (1943) e Hilda Ross (1945). Grigg y Ross representaron al Partido Nacional, mientras que McCombs, Stewart, Dreaver y Howard eran todos del Partido Laborista. La primera diputada maorí fue Iriaka Rātana en 1949 también sucediendo en el puesto al que ocupaba su difunto esposo. Hasta 1941 las mujeres no fueron elegibles para ser nombradas miembros del Consejo Legislativo de Nueva Zelanda, la Cámara Alta del Parlamento. Las dos primeras mujeres, Mary Dreaver y Mary Anderson, nombradas en 1946 por el Gobierno laborista. En 1950, el "escuadrón suicida " designado por el Gobierno Nacional para abolir el Consejo Legislativo incluía a tres mujeres: Cora Louisa Burrell de Christchurch, Ethel Marion Gould de Auckland y Agnes Louisa Weston de Wellington. 
En 1989, Helen Clark se convirtió en la primera vice primera ministra. En 1997, el entonces primer ministro Jim Bolger perdió el apoyo del Partido Nacional y fue reemplazado por Jenny Shipley, convirtiéndola en la primera mujer en ser primera ministra de Nueva Zelanda. En 1999, Clark se convirtió en la segunda mujer primera ministra de Nueva Zelanda y la primera mujer en obtener el puesto en una elección. En 2017, Jacinda Ardern se convirtió en la tercera mujer primera ministra de Nueva Zelanda y la segunda mujer en obtener el cargo en una elección. 
La Medalla del Centenario del Sufragio de Nueva Zelanda de 1993 fue autorizada por la Reina mediante Orden Real del 1 de julio de 1993 y se otorgó a 546 personas seleccionadas en reconocimiento a su contribución a los derechos de la mujer en Nueva Zelanda o a los problemas de la mujer en Nueva Zelanda o ambos.

## Galería

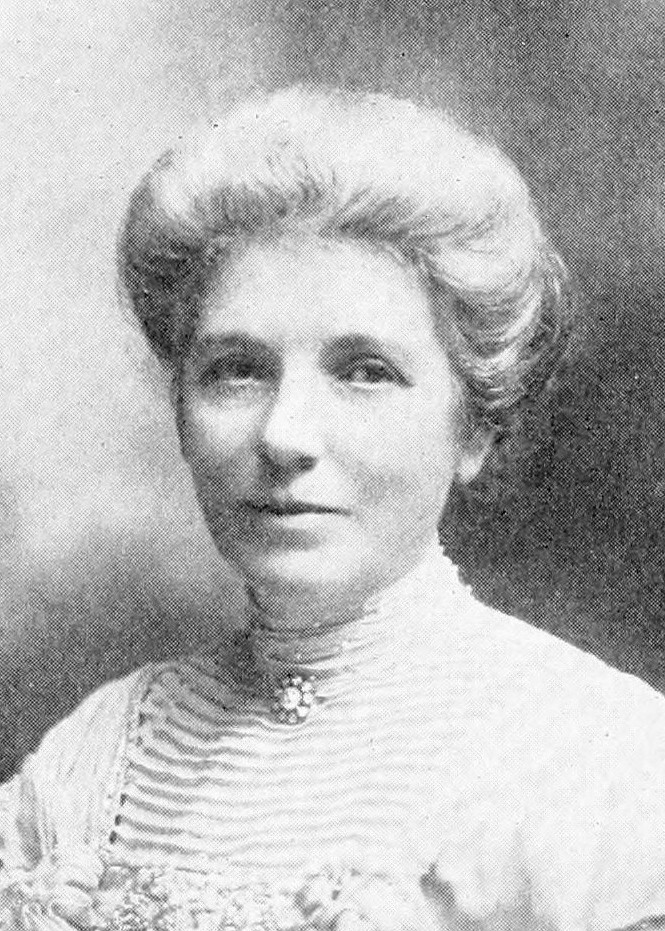
Kate Sheppard, La principal defensora del sufragio en Nueva Zelanda, aparece en el actual billete de diez dólares neozelandés.
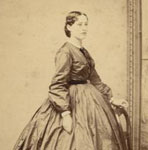
Sophia Taylor,una líder sufragista de Northland, que se oponía a que las mujeres se presentaran a las elecciones.
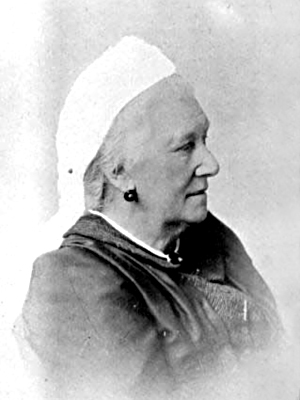
Mary Ann Müller, pionera en la lucha por el sufragio femenino y otros derechos de la mujer.
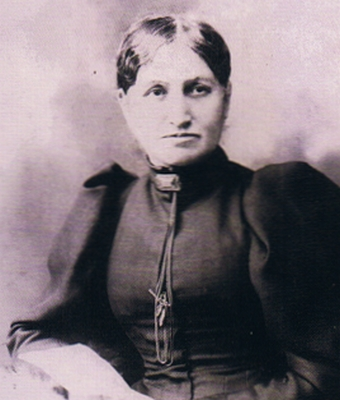
Elizabeth Yates, que en 1893 se convirtió en la primera alcaldesa del Imperio Británico y la segunda del mundo.
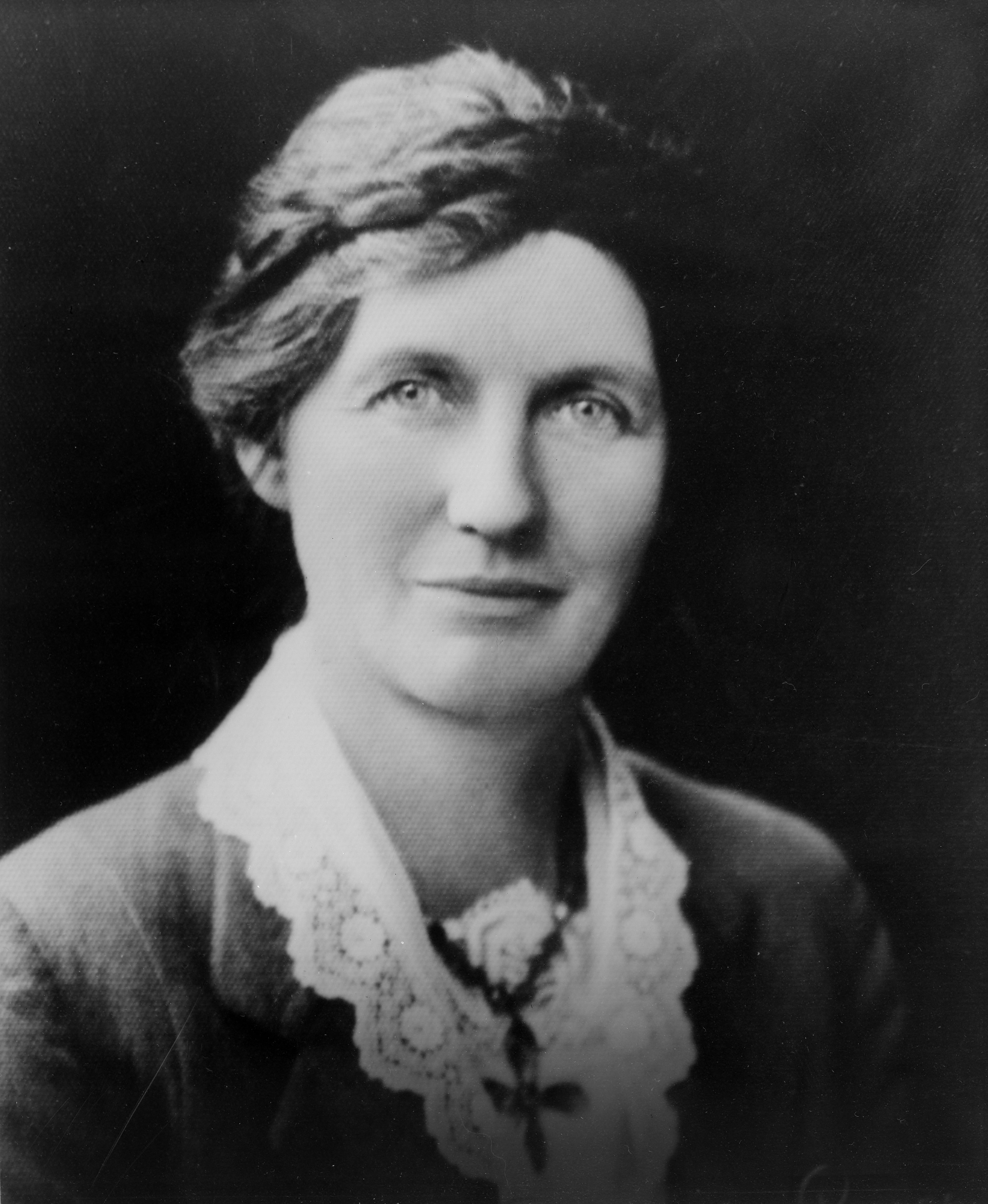
Elizabeth McCombs,primera mujer diputada, al ganar la elección parcial de Lyttelton en 1933.
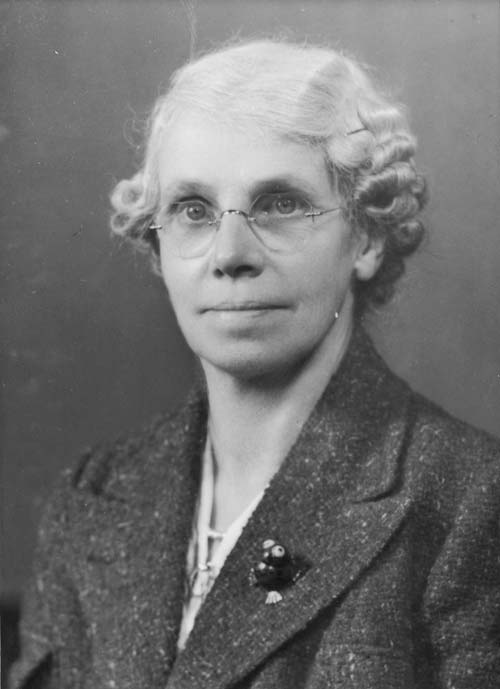
Catherine Stewart, segunda mujer diputada, primera en ganar un escaño en unas elecciones generales (1938).
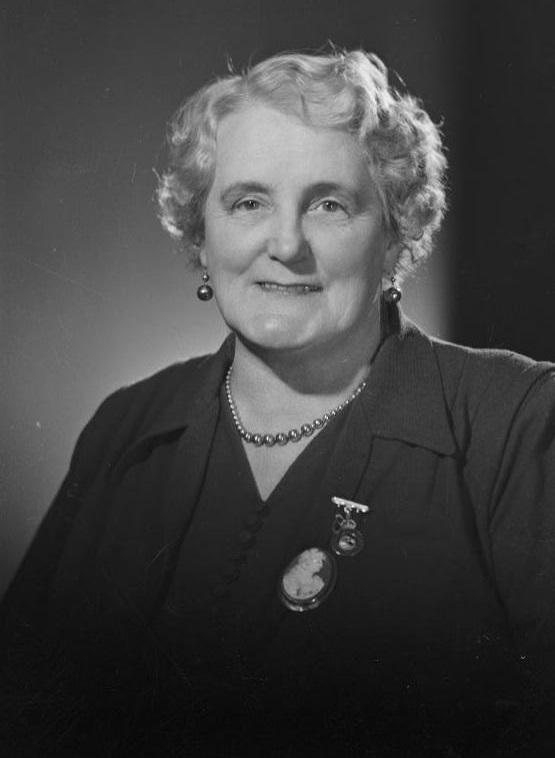
Mary Dreaver, primera mujer en formar parte del Consejo Legislativo de Nueva Zelanda, tercera diputada (1941).
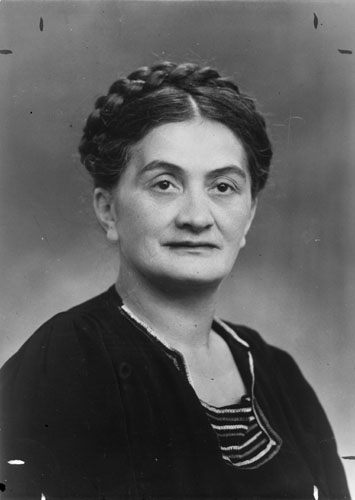
Iriaka Rātana, la primera diputada de origen maorí (1949).
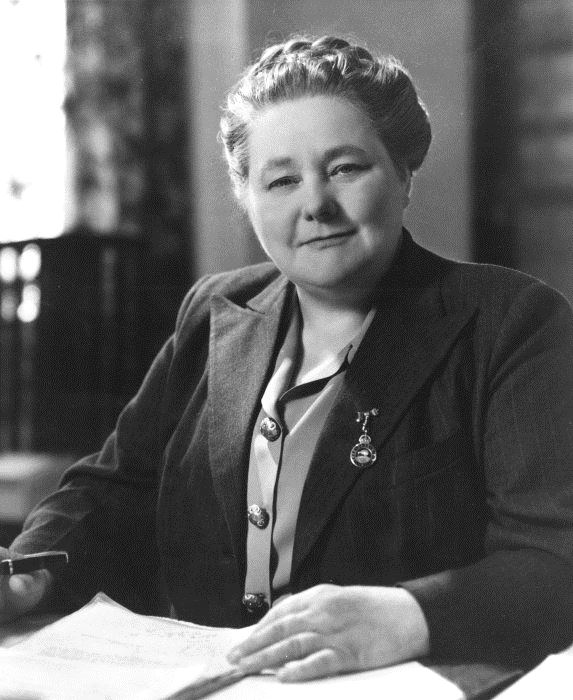
Mabel Howard, que en 1947 se convirtió en la primera mujer ministra del gabinete.
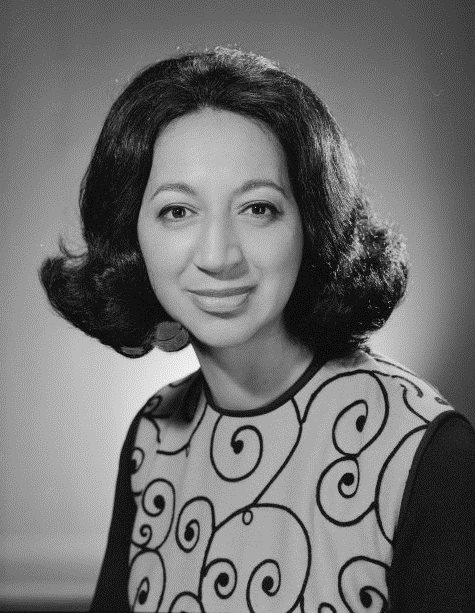
Whetu Tirikatene-Sullivan,La diputada más longeva de Nueva Zelanda, 29 años entre 1967 y 1996.
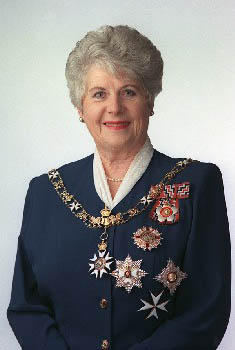
Catherine Tizard, la primera mujer que ocupó el cargo de Gobernadora General de Nueva Zelanda (1990-96).
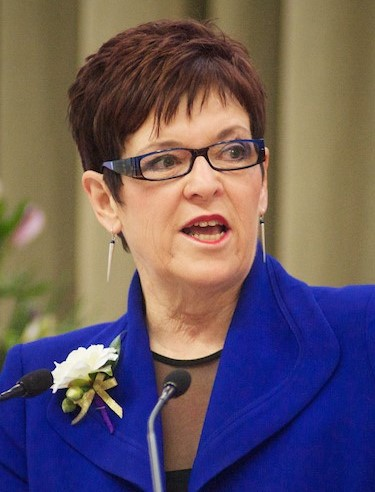
Jenny Shipley, primera mujer Primer Ministro (1997–99).
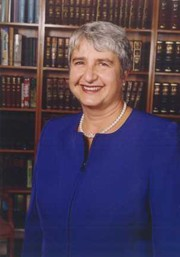
Sian Elias, la primera mujer presidenta del Tribunal Supremo de Nueva Zelanda (1999-2019).
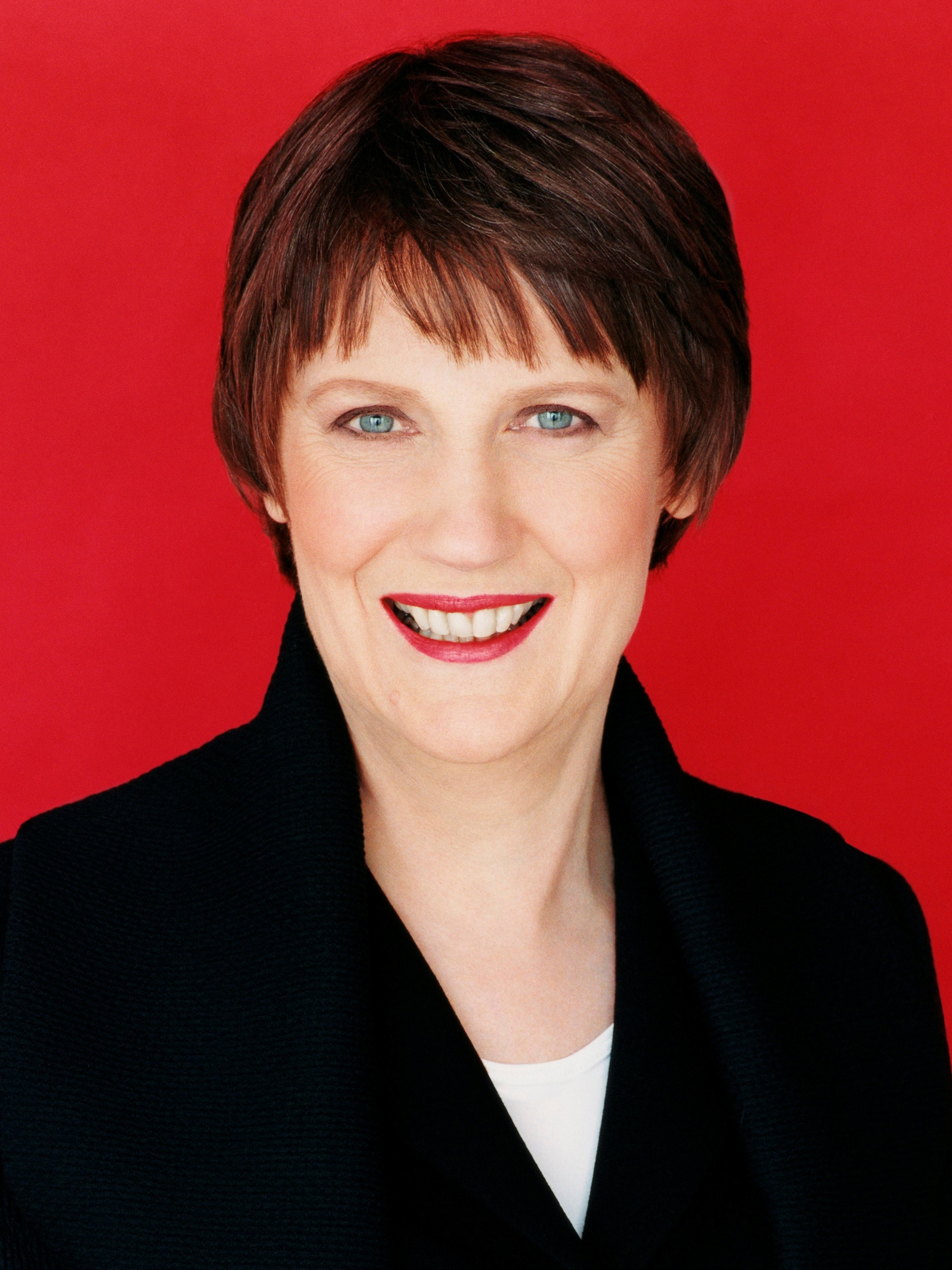
Helen Clark,primera mujer viceprimera ministra (1989); primera mujer elegida primera ministra; segunda mujer primera ministra(1999–2008).
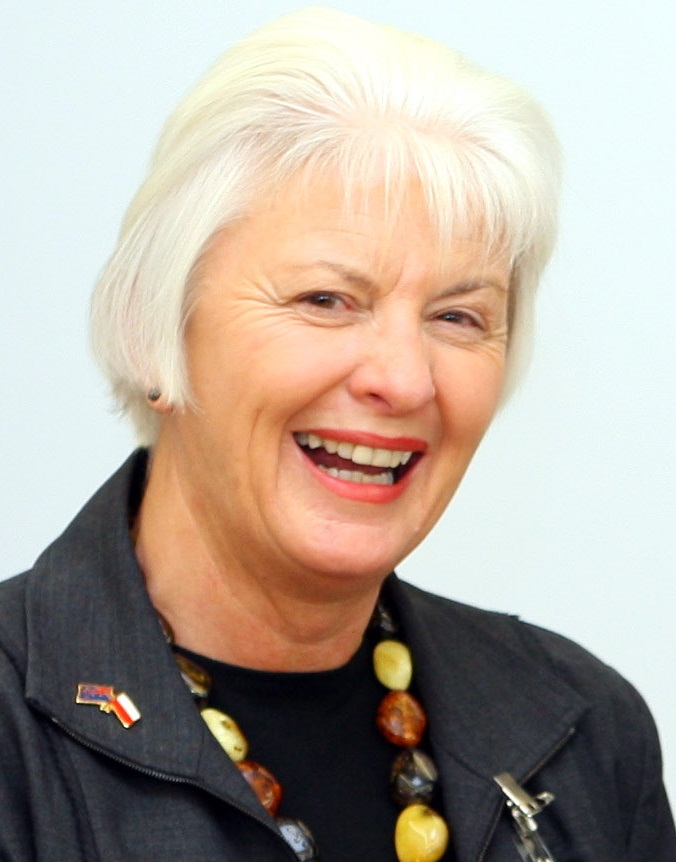
Margaret Wilson, la primera mujer presidenta de la Cámara de Representantes (2005-2008).
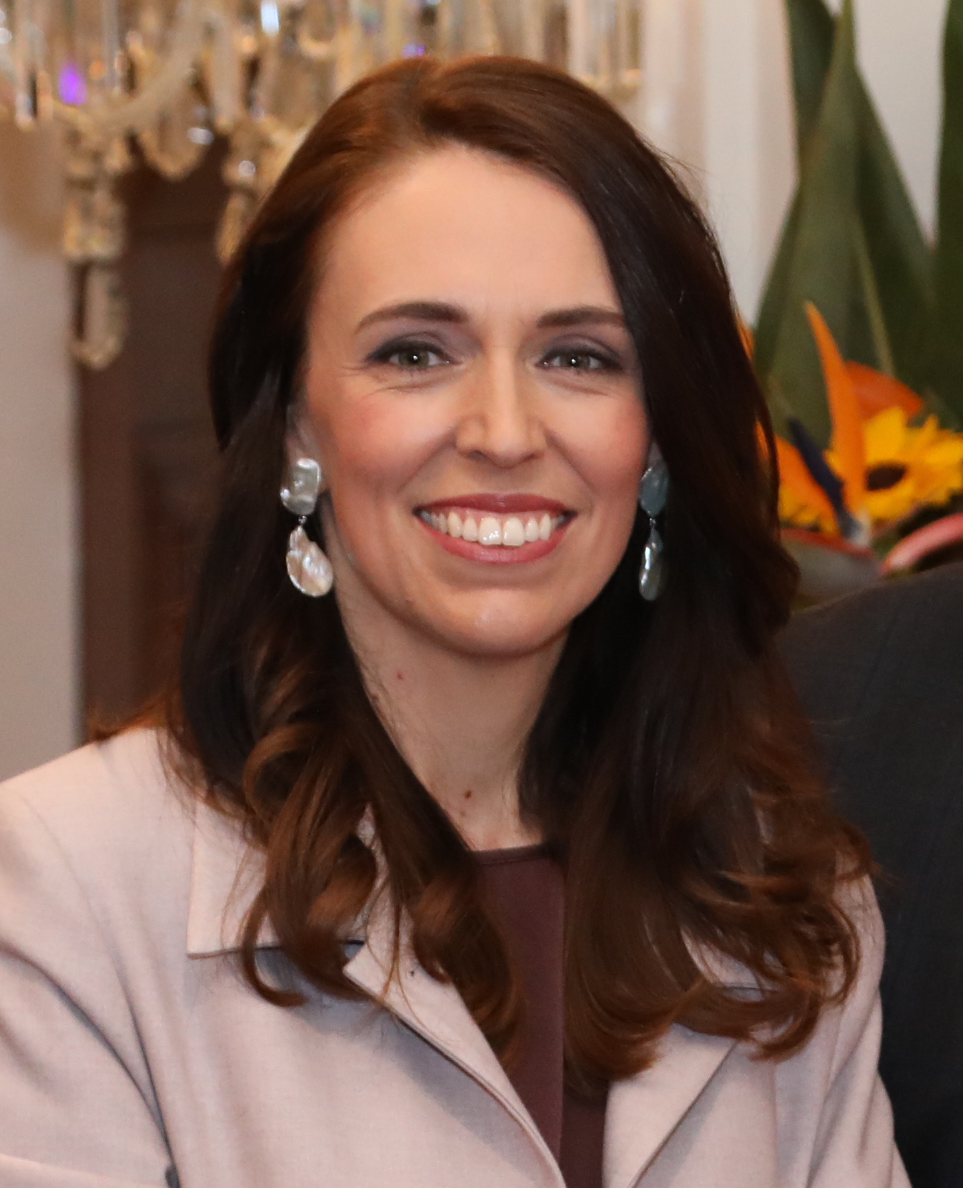
Jacinda Ardern, tercera mujer primer ministro (2017-actualidad), y segunda jefa de gobierno elegida en el mundo que da a luz mientras está en el cargo.